# كارل رابي
كارل رابي (بالألمانية: Karl Rabe)‏ (و. 1895 – 1968 م) هو مهندس نمساوي، توفي في كورنتال-مونشينغن، عن عمر يناهز 73 عاماً.